# Julia Preuß
Julia Preuß (1990) es una deportista alemana que compite en ciclismo en la modalidad de BMX estilo libre, especialista en la prueba de flatland.
Ganó tres medallas en el Campeonato Mundial de Ciclismo Urbano entre los años 2019 y 2022, y dos medallas de bronce en el Campeonato Europeo de Ciclismo BMX Estilo Libre, en los años 2021 y 2023.

## Palmarés internacional
| Campeonato Mundial | Campeonato Mundial    | Campeonato Mundial | Campeonato Mundial |
| Año                | Lugar                 | Medalla            | Competición        |
| ------------------ | --------------------- | ------------------ | ------------------ |
| 2019               | Chengdu (China)       | Medalla de bronce  | Flatland           |
| 2021               | Montpellier (Francia) | Medalla de plata   | Flatland           |
| 2022               | Abu Dabi (EAU)        | Medalla de plata   | Flatland           |
| Campeonato Europeo |                       |                    |                    |
| Año                | Lugar                 | Medalla            | Competición        |
| 2021               | Bochum (Alemania)     | Medalla de bronce  | Flatland           |
| 2023               | Duisburgo (Alemania)  | Medalla de bronce  | Flatland           |